# Subterráneos de Buenos Aires

Logo de SBASE

Subterráneos de Buenos Aires (SBASE) é uma Sociedad del Estado pertencente ao Governo da Cidade de Buenos Aires. É a proprietária legal de toda a rede de subterrâneos de Buenos Aires, incluindo instalações fixas e o material rodante, assim como operadora natural e órgão de controle em caso de concessão. Assim mesmo, o planejamento e execução das obras de extensão da rede correm também por sua parte. Desde dezembro de 2009, seu presidente é Juan Pablo Piccardo.
Criada em 1963 como Empresa do Estado Subterráneos de Buenos Aires a partir da disgregación da Administração General de Transportes de Buenos Aires, foi convertida em uma sociedade estatal com plena autonomia em 1977 e logo transferida para a órbita da então Municipalidade da Cidade de Buenos Aires em 1979. Operou diretamente a rede de subterrâneos até o dia 31 de dezembro de 1993, ano em que a prestação de serviços foi concessionada dentro do plano de reforma do Estado do presidente Carlos Saúl Menem. Assim, a rede de subterrâneos de Buenos Aires somou a particularidade de ser a primeira no mundo em ser dada em concessão a uma empresa privada, Metrovías, que começou a explorá-la em 1 de janeiro de 1994.